# Old Man Trump
Old Man Trump (Alternativtitel Beach Haven Ain’t My Home) ist ein Lied des US-amerikanischen Folk-Singer-Songwriters Woody Guthrie. Der Text über seinen Vermieter Fred C. Trump entstand wahrscheinlich 1952 und blieb danach mehr als sechs Jahrzehnte unveröffentlicht. Erst 2016 nahmen Ryan Harvey, Ani DiFranco und Tom Morello den Titel anlässlich der bevorstehenden Präsidentschaftskandidatur Donald Trumps erstmals auf.

## Hintergrund
Mit der Rückkehr zahlreicher Kriegsdienstleistender gewann der soziale Wohnungsbau in den Vereinigten Staaten ab 1945 an Priorität. Als die Federal Housing Administration (FHA) begann, die Städte mit Bundesdarlehen und Subventionen finanziell zu unterstützen, witterten viele Immobilienunternehmer die Chance auf hohe Gewinne. Einer von ihnen war der New Yorker Fred C. Trump, Vater des späteren US-Präsidenten Donald Trump. Woody Guthrie unterschrieb im Dezember 1950 einen Mietvertrag für ein Apartment in Beach Haven, einer von Trumps Wohnhausanlagen nahe Coney Island, Brooklyn. Nach zwei Jahren löste seine Frau Marjorie den Kontrakt auf, nachdem bei Guthrie Chorea Huntington diagnostiziert worden war.
Will Kaufman, Professor für Amerikanische Literatur und Kultur an der University of Central Lancashire, sichtete bei der Recherche für ein Buch in den Woody-Guthrie-Archiven in Tulsa mehrere handgeschriebene Texte Guthries, die dieser über Fred Trump verfasst hatte. Wie aus den Schriftstücken hervorgeht, störte sich der Musiker vor allem am systematischen Rassismus seines Mietherren. Aufgrund des Mangels an schwarzen Mitbewohnern bezeichnete er Beach Haven in einem Brief an seinen Freund Stetson Kennedy als „JimCrow (sic!) town“ und imaginierte in seinen Notizbüchern ein friedliches Zusammenleben verschiedener Kulturen an jenem Ort. 1979 – über ein Jahrzehnt nach Guthries Tod – berichtete die Wochenzeitung Village Voice über die rassistisch-diskriminierenden Vorgangsweisen bei der Wohnungsvergabe im Trump-Imperium, zwei konkrete Fälle waren 1973 und 1978 bei der entsprechenden Stelle im Justizministerium angezeigt worden.

## Inhalt
Old Man Trump ist einer von mehreren Texten Woody Guthries, in denen sich die Folklegende klar gegen Rassismus positioniert. Das Lied besteht aus zwei Versen und einem Refrain, dessen erste Zeile „Beach Haven ain’t my home!“ eine Anspielung auf Guthries eigene Dust-Bowl-Ballade I Ain’t Got No Home darstellt. Bevor er im zweiten Vers einen Willkommensgruß an alle ausspricht, macht er die Rassendiskriminierung durch den Bauunternehmer und Vermieter klar:
| I suppose that Old Man Trump knows just how much racial hate He stirred up in that bloodpot of human hearts When he drawed that color line Here at his Beach Haven family project | Ich nehme an, der alte Trump weiß genau, wie viel Rassenhass Er aufgerührt hat im Blut menschlicher Herzen Als er diese Farblinie zog Hier in seinem Beach Haven Familienprojekt |

## Aufnahmen

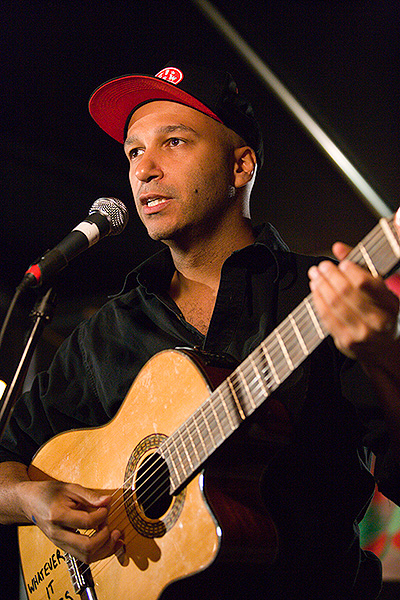
Tom Morello steuerte ein Gitarrensolo und Gesang zu Ryan Harveys Version bei.

Wenige Monate nach der erstmaligen Publikation des Textes komponierte und arrangierte der Folk-Singer-Songwriter Ryan Harvey ein dazu passendes Musikstück. Gemeinsam mit Ani DiFranco und Tom Morello nahm er den Titel im Studio auf und veröffentlichte das Ergebnis im Juni 2016 auf den Social-Media-Kanälen seines Labels Firebrand Records. Während Harvey den Leadgesang in die Strophen allein bestreitet und sich dabei auf der akustischen Gitarre begleitet, wird er beim Refrain von seinen beiden Mitmusikern gesanglich unterstützt. Morello spielt nach dem zweiten Refrain außerdem ein etwa 20-sekündiges Solo auf der E-Gitarre. Ein via YouTube veröffentlichtes Musikvideo zeigt eine junge schwarze Familie, die die Mietkosten nicht aufbringen kann und sich letztlich gegen ihren Vermieter stellt, abwechselnd mit den drei Musikern. Am Ende des Videos halten Menschen unterschiedlicher Hautfarbe und soziokultureller Hintergründe Schilder mit Anti-Trump-Statements hoch. Als Hommage an Woody Guthrie trägt Harveys Gitarre die Aufschrift „THIS MACHINE STILL KILLS FASCISTS“.
Die Band U.S. Elevator, deren Frontmann Johnny Irion mit Woody Guthries Enkeltochter Sarah Lee Guthrie verheiratet ist, nahm unter dem alternativen Namen Beach Haven Ain’t My Home bereits im April 2016 eine eigene Version auf. Die Musiker boten an, den Titel bei demokratischen und progressiven Veranstaltungen aufzuführen. Im Oktober veröffentlichte die Band im Rahmen des Playlist-Projekts 30 Days, 30 Songs ein YouTube-Video, welches Menschen zeigt, die den Liedtext – angelehnt an Bob Dylans Subterranean Homesick Blues – auf Tafeln in die Kamera halten.

## Rezeption
Will Kaufman machte Guthries Texte über Fred Trump im Januar 2016 mit folgender Erklärung publik:

“These writings have never before been published; they should be, for they clearly pit America’s national balladeer against the racist foundations of the Trump real estate empire.”

„Diese Schriftstücke wurden nie zuvor veröffentlicht; sie sollten es sein, denn sie stellen Amerikas nationalen Liedermacher gegen die rassistischen Fundamente des Trump-Immobilienimperiums.“

Der Literaturwissenschaftler gab an, die Texte bereits vor Bekanntwerden von Donald Trumps Präsidentschaftskandidatur gesichtet, sich ihnen aber bewusst wieder zugewandt zu haben, nachdem der Republikaner in seiner Kampagne zunehmend rassistische Standpunkte vertreten hatte. Unterschiedliche Medien im In- und Ausland, darunter die New York Times, der Guardian und Die Zeit, berichteten von den Textfunden und betonten die politische Aktualität von Old Man Trump.
Der irische Musiker Glen Hansard arbeitete im Februar 2018 während eines Konzerts in Wien Teile des Titels in eine Coverversion von Guthries Vigilante Man ein. Er ergänzte den Text um einen Seitenhieb auf Donald Trump, „Like father, so like son, he’s rotten to the core“ („Wie der Vater, so der Sohn, ist er bis ins Mark verfault“).
Im Oktober 2024 veröffentlichte die Süddeutsche Zeitung eine gleichnamige Podcastserie, in der die US-Korrespondenten Christian Zaschke und Boris Herrmann den Werdegang von Donald Trump nacherzählen und ausführlich auf die Entstehungsgeschichte von Old Man Trump eingehen, unter anderem im Gespräch mit Woody Guthries Tochter Nora.